# Cam Stones
Cameron „Cam“ Stones (* 5. Januar 1992 in White Rock, British Columbia) ist ein kanadischer Bobfahrer, der an den Olympischen Winterspielen 2018 in Pyeongchang und den Olympischen Winterspielen 2022 in Peking teilnahm. Bevor er zum Bobfahren wechselte, war Stones ein erfolgreicher Rugbyspieler.

## Karriere

### Olympische Winterspiele
Seine erste Teilnahme an Olympischen Winterspielen war im Jahr 2018 in Pyeongchang, wo er zum kanadischen Aufgebot im Viererbob gehörte. Den olympischen Wettkampf am 24. und 25. Februar 2018 im Olympic Sliding Centre absolvierte er zusammen mit Nick Poloniato, Josh Kirkpatrick und Benjamin Coakwell. In den vier Wertungsläufen erzielte er eine Gesamtzeit von 3:17,81 min und erreichte den 12. Platz mit dem Bob Canada 3.
Stones gehörte im Jahr 2022 in Peking bei den Olympischen Winterspielen 2022 zum kanadischen Aufgebot im Zweier- und Viererbob. Zusammen mit seinen Mannschaftskameraden Justin Kripps, Benjamin Coakwell und Ryan Sommer absolvierte er den olympischen Wettkampf am 19. und 20. Februar 2022 im Yanqing National Sliding Center und belegte im Bob Canada 1 den 3. Platz von achtundzwanzig teilnehmenden Viererbobs mit einer Gesamtzeit von 3:55,09 min aus vier Wertungsläufen. Er gewann hinter den beiden deutschen Bobs die Bronzemedaille.

### Weltmeisterschaften
An der Bob- und Skeleton-Weltmeisterschaft 2019 nahm Stones im Zweierbob zusammen mit Justin Kripps und im Viererbob zusammen mit Justin Kripps, Benjamin Coakwell und Ryan Sommer teil. Im Wettkampf am 2. und 3. März 2019 im Zweierbob in Whistler beendete er mit einer Gesamtzeit von 3:25,13 min auf dem 2. Platz und dem Gewinn der Silbermedaille. Den Wettkampf im Viererbob am 9. und 10. März 2019 in Whistler beendete er in einer Gesamtzeit von 3:21,78 min aus vier Wertungsläufen auf dem 3. Platz und dem Gewinn der Bronzemedaille.